# Râul Zănoaga, Lazăr
Râul Zănoaga este un curs de apă, afluent al râului Lazăr. 

## Hărți
- Harta Munții Vâlcan Arhivat în 15 iunie 2011, la Wayback Machine.
- Harta Munții Retezat Arhivat în 10 iulie 2012, la Wayback Machine.
- Harta județului Hunedoara